# 頓巴斯戰爭參戰勢力
頓巴斯戰爭參戰勢力包括烏克蘭國內及外地的軍事部隊，主要由當地民兵及志願部隊組成。
截至2018年2月，參與頓巴斯戰爭的分離主義軍隊人數估計為31,000人，其中八成頓巴斯當地居民，15%（約5,000人）是來自俄羅斯和其他國家的僱傭兵。剩餘3%是俄羅斯武裝力量人員及其他國家的志願軍，這一比例與前幾年相比發生了顯著變化。2015年時的分離主義軍隊人數大概超過5萬人，俄軍約有9000人。

## 親俄武裝

親俄武裝常用旗幟

### 頓巴斯人民軍（人民民兵）
俄羅斯退役軍人伊戈爾·斯特列爾科夫為頓巴斯人民民兵的指揮官，曾經參與斯拉維揚斯克的戰役，他向外界否認俄羅斯曾參與戰爭。他說，他的部隊是在克里米亞危機期間組建的，三分之二的成員是烏克蘭公民。斯特列爾科夫表示，儘管叛亂組織之間存在衝突，但叛亂分子已同意與頓涅茨克人民共和國領導層合作。親俄團體發言人亞歷山大·格涅茲迪洛夫稱，佔領斯洛維斯克的武裝分子是「支持頓涅茨克抗議活動的獨立團體」。
頓巴斯人民民兵成員包括包括一些職業軍人、退伍軍人、平民和志願者；而在頓涅茨克的人民民兵部隊已被證實包括前別爾庫特部隊成員，他們被烏克蘭政府解職後前往頓巴斯加入當地武裝。部分來自斯洛維揚斯克和克拉馬托爾斯克的叛亂分子自稱是親俄政治家帕維爾·古巴列夫（曾經被烏克蘭國家安全局逮捕，但隨後獲釋）領導的頓巴斯人民民兵的成員。當英國報章《每日電訊報》記者問及一名自稱為前蘇聯士兵的武裝人員的武器來自哪裡時，他對著被分離主義武裝佔領的警察局飄揚的俄羅斯國旗點頭，說：「看看那面旗幟，你知道它代表哪個國家」。
頓涅茨克的一名人民民兵指揮官帕維爾·帕拉莫諾夫對記者介紹到自己來自俄羅斯圖拉州，表示他參與戰爭的目的是為了「維護兄弟們的權利」。自稱「斯洛維斯克市市長」的前蘇聯退伍軍人維亞切斯拉夫·波諾馬列夫呼籲退伍軍人參加人民民兵，他說道：「他們（頓巴斯人民民兵）幾乎都是退伍軍人［...］不僅來自俄羅斯，還來自白俄羅斯、哈薩克斯坦和摩爾多瓦」。 
前分離主義武裝分子安東在接受自由歐洲電台採訪時證實了一些包括哥薩克軍團在內的武裝分子從俄羅斯抵達，並且加入人民民兵。俄羅斯媒體《報紙報》採訪了一名來自聖彼得堡的叛亂分子，他聲稱為極端右翼組織「俄羅斯帝國運動」參加戰鬥。
2014年7月下旬，德國媒體《世界報》採訪了一位當地企業家兼政治活動家，他估計頓涅茨克市當地對民兵的支持率為70%。盧甘斯克人民民兵於2014年9月16日與頓巴斯人民民兵合併，組建「新俄羅斯聯合武裝部隊」。

### 東南軍團
東南軍團（俄语：Армия Юго-Востока）或稱「東南聯合軍」是一個親俄武裝組織，於2014年期間佔領包括烏克蘭國家安全局在內盧甘斯克多棟的政府大樓，該組織宣稱自己是「東南陸軍聯合司令部」。威脅當地政府舉行公投，否則將會進行對抗。《衛報》報導，東南軍團包括前別爾庫特部隊成員。該組織同樣於2014年9月16日與頓巴斯人民民兵合併，組成「新俄羅斯聯合武裝部隊」。

### 俄羅斯東正教軍隊
俄羅斯東正教軍（俄语：Русская православная армия；簡稱ROA）是2014年5月建立的一個親俄武裝組織，建立初期約有100名成員，但隨著局勢升級，已經增加約5000人。該組織曾經參與2014年6月的馬裡烏波爾戰役。俄羅斯東正教軍的總部位於頓涅茨克市一棟被佔領的烏克蘭安全局大樓內。烏克蘭國防部稱，俄羅斯東正教軍一直與另一個親俄武裝組織「東方營」發生衝突，並且指責該組織經常搶劫並逃避正面戰鬥。
2014年11月，烏克蘭正教會對外關係部副主席兼大司祭N. N. Danilevich對外澄清，俄羅斯東正教軍在頓巴斯地區進行的行動與東正教沒有任何關係，批評「人們陳詞濫調地使用東正教信仰的元素作為他們的意識形態」。

### 東方營

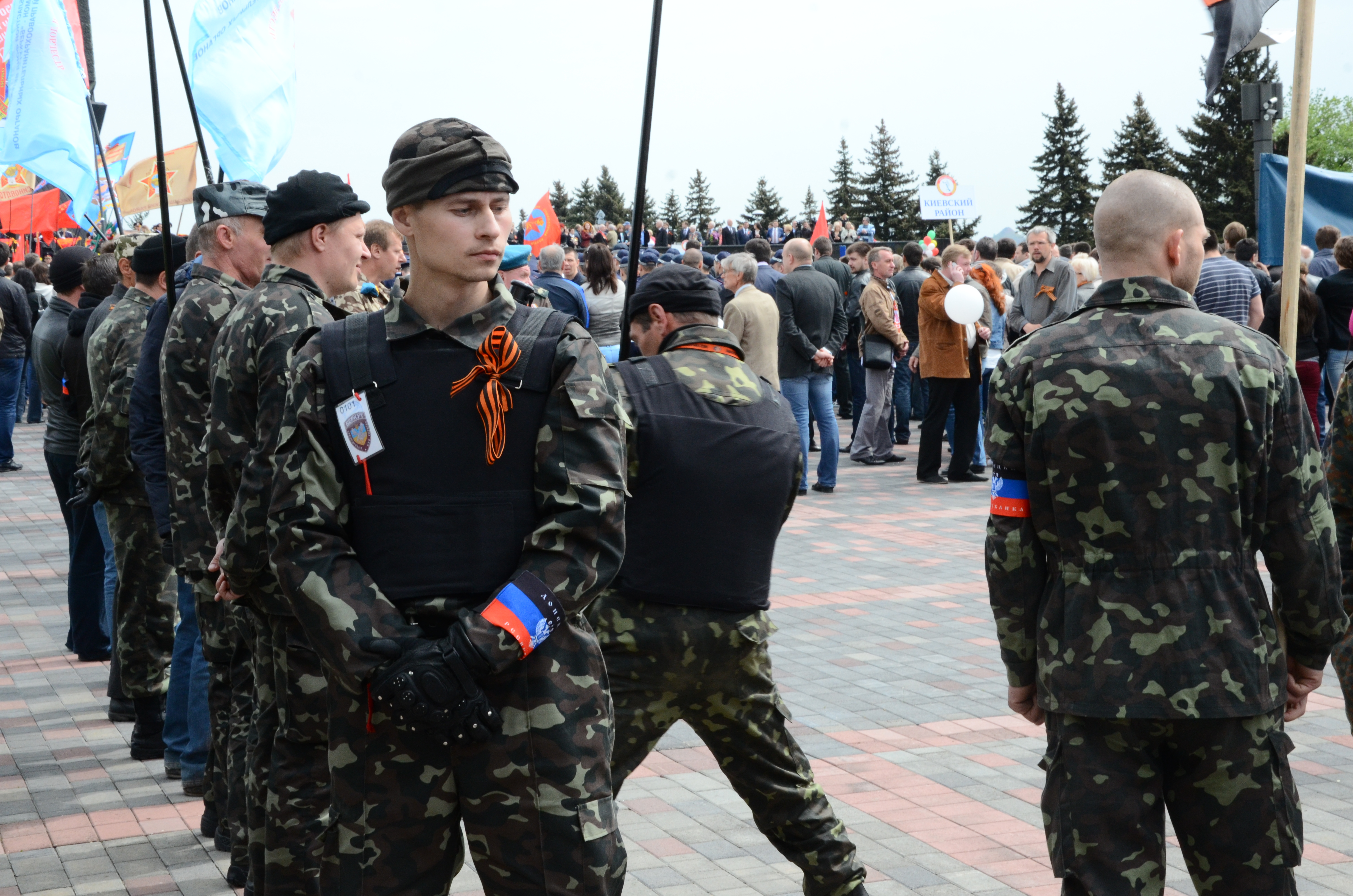
2014年時的東方營成員

東方營（俄语：Батальон Восток）於2014年5月上旬組建，由前烏克蘭安全局特種部隊指揮官亚历山大·霍达科夫斯基創立。其曾經擔任頓涅茨克人民共和國安全部門領導人和「頓巴斯愛國力量營」的負責人。
霍達科夫斯基表示，該組織的大部分成員「絕大多數」來自烏克蘭東部地區。據自由歐洲電台報導，該營是俄羅斯情報機構格魯烏的一支特種部隊，參加了第二次車臣戰爭和俄格戰爭。最初於2009年併入俄羅斯國防部駐車臣後備部隊。該營包括來自俄羅斯和烏克蘭的戰士，該營主要由來自烏克蘭東部未經訓練的當地人組成，還有少量俄羅斯志願者。有部分哥倫比亞和美國公民自願加入東方營。許多東方營成員在第一次頓涅茨克機場戰役中被殺，戰鬥結束後，一共30具屍體被運回俄羅斯。該部隊的一名亞美尼亞志願者表示，該營由斯拉夫人組成，大約80%的成員來自俄羅斯。
截至2015年2月下旬，該營已有110 名成員在衝突中陣亡，172人受傷。

### 警察和軍隊的叛逃者
2014年5月，烏克蘭代理總統亞歷山大·圖爾奇諾夫表示，大量烏克蘭武裝部隊軍人和安全人員加入親俄武裝組織。2014年10月，內政部長阿爾森·阿瓦科夫告訴記者，盧甘斯克州和頓涅茨克州約15,000名烏克蘭警察已叛逃到親俄武裝。

### 外國志願團體

#### 高加索和中亞武裝團體
烏克蘭外交部表示，外國士兵的存在相當於俄羅斯「毫不掩飾的侵略」，以及「俄羅斯恐怖主義向我國輸出」 。認為有理由「確認流入烏克蘭領土的俄羅斯恐怖分子是通過克里姆林宮（俄羅斯政府）和俄羅斯特種部隊直接控制並且進行組織和資助的」。有報告和採訪顯示車臣、南奧塞梯、塔吉克、阿富汗、亞美尼亞和各種俄羅斯準軍事部隊在烏克蘭東部參與戰爭。

#### 車臣準軍事部隊
2014年5月5日，首度於斯洛維安斯克發現車臣準軍事部隊。車臣共和國首腦拉姆贊·卡德羅夫於5月7日在Instagram發佈貼文，威脅稱「如果基輔政府繼續實施懲罰性行動，將向烏克蘭南部和東部派遣車臣志願者」。據報導，卡德羅夫在車臣為組織軍事部隊進入烏克蘭進行了積極的招募活動，並在格羅茲尼、阿奇霍伊-馬爾坦和古德爾梅斯設立了招募中心。5月24日凌晨，烏克蘭邊防局發現五輛卡車載著武裝分子穿越烏俄邊境。第二天，東方營乘坐八輛卡車組成的車隊抵達頓涅茨克，每輛卡車載有20名士兵。幾名士兵說著車臣語，並說自己來自車臣。受訪的武裝分子告訴CNN記者，這些人是車臣志願者。
拉姆贊·卡德羅夫宣稱對於車臣武裝分子曾經存在於烏克蘭境內一事不知情，一名親俄武裝指揮官後來證實，車臣人和其他族裔的武裝分子曾經加入頓巴斯人民民兵。第一次頓涅茨克機場戰役後，烏克蘭政府當局表示清點到一些受傷被俘的武裝分子是來自格羅茲尼和古德爾梅斯的車臣人。一名頓涅茨克居民表示，車臣武裝分子的出現表明「這場戰爭並不干淨，它是人為製造的」，同時質疑道「既然這是頓涅茨克人民共和國的起義，那麼外國人（指車臣人）在這裡做什麼？」
英國《金融時報》及Vice新聞採訪的一些車臣武裝分子表示，他們是按照卡德羅夫的命令介入衝突的。卡德羅夫否認了相關指控，他在聲明中說道「有74,000名車臣人自願前往烏克蘭領土恢復秩序」、「並且我不會將他們派往頓涅茨克，而是派往基輔」。

#### 來自其他國家的志願者
- 南奧塞梯和阿布哈茲準軍事部隊。[36][50]
- 塞爾維亞。[51]
- 法國、德國、美國、意大利、波蘭、羅馬尼亞、西班牙和土耳其等等。

## 俄羅斯軍隊
皇家聯合研究所發布的一篇論文估計，於2015年初，有約9,000至12,000名俄羅斯士兵被部署到烏克蘭東部部分地區，42,000名士兵參與了聯合服役輪換。2015年12月17日，俄羅斯總統弗拉基米爾·普京在回答有關在烏克蘭被拘留的格魯烏特工的問題時表示「俄羅斯（在烏克蘭）有人致力於解決那裡的各種問題，包括軍事領域的問題［...］然而這並不意味著那裡有俄羅斯正規軍」。這回應通常被視為俄羅斯間接承認其部隊參與了衝突。
歐安組織監測人員定期在夜間記錄軍用卡車車隊穿越俄羅斯控制邊境沿線無標記地點的情況。但歐安組織的現場報告在烏克蘭受到批評，因為它們只是模稜兩可地報告了「軍用卡車車隊在半夜在沒有官方過境點的土路上隨意進出烏克蘭」，但沒有明確提及卡車的身份是否為俄羅斯聯邦武裝力量。而且相關監測經常面臨准入限制和信號干擾。2021年歐安組織的烏克蘭報告，指62.5%的遠程無人機遇到了GPS信號干擾，稱相關情況非常嚴重，有時甚至導致無人機無法起飛。報告同時稱，分離武裝控制的地區存在俄羅斯電子戰設備，其中包括專門反無人機的Repellent-1系統。

### 私營軍事公司
俄羅斯在衝突中僱用了多間私人軍事服務公司。在參與頓巴斯戰爭的俄羅斯私人軍事公司中，主要參與者是瓦格納集團、MAR和ENOT公司。其他包括：RSB集團、ATK集團、斯拉夫軍團有限公司。

## 烏克蘭軍隊

### 烏克蘭武裝部隊
烏克蘭武裝部隊是烏克蘭自獨立以來的主要軍事力量，主導對於烏克蘭東部兩個分離主義政權的「反恐行動」。但是於2014年，烏克蘭正規軍被認為處於災難性貧困、軟弱無能的狀態。烏克蘭軍隊嚴重缺乏戰鬥經驗，幾乎沒有接受過陸戰訓練，種種原因令到國民警衛隊、國土防御營等屬於內政部的後備軍事部隊於戰爭初期首當其衝。
烏克蘭從蘇聯獨立後，繼承了駐紮在其領土上的所有軍事裝備和編隊。在頓巴斯戰爭開始之前的幾年裡，親俄羅斯的亞努科維奇政府系統性地縮小武裝部隊規模，國防預算不斷減少。蘇聯武器裝備沒有被更換或升級，導致武裝部隊裝備過時且維護不良。例如當頓巴斯戰爭爆發時，烏克蘭武裝部隊沒有使用防彈背心（因為蘇聯軍隊從來沒有使用過）；由於資金極度匱乏，烏克蘭軍方甚至無法提供軍裝給予士兵穿著。雖然烏克蘭國防工業集團仍然持續運作，但是其生產的裝備只是用於出口，並未用於裝備武裝部隊。2014年3月11日（克里米亞危機期間），時任代理國防部長米哈伊爾·科瓦利表示「事實上只有6,000名士兵處於戰備狀態」。據《烏克蘭周刊》報導，2014年7月，武裝部隊90-95%的裝備已經過時或維修不良。此外，有經驗的職業軍人供不應求，迫使應徵入伍者和志願者來填補營的空缺，進一步減低烏克蘭武裝部隊的戰鬥力。
為了解決設備短缺的問題，出現了強大的民間志願運動。志願者團隊建立了眾籌中心，為士兵們提供各種支持：從食品和藥品到防彈背心、間隔裝甲、熱成像相機和無人機等軍事設備。也有志願者幫助受傷的士兵或搜查俘虜和陣亡士兵。2015年8月起，烏克蘭國防部開始整頓武裝部隊，並且進行各項改革，循序漸進地軍事現代化。
截至2018年2月，現役軍人數量達到20萬，大部分國土防御營的志願兵已編入烏克蘭正規軍，烏克蘭武裝部隊的規模和裝備比以往更加強大。

### 烏克蘭國民警衛隊

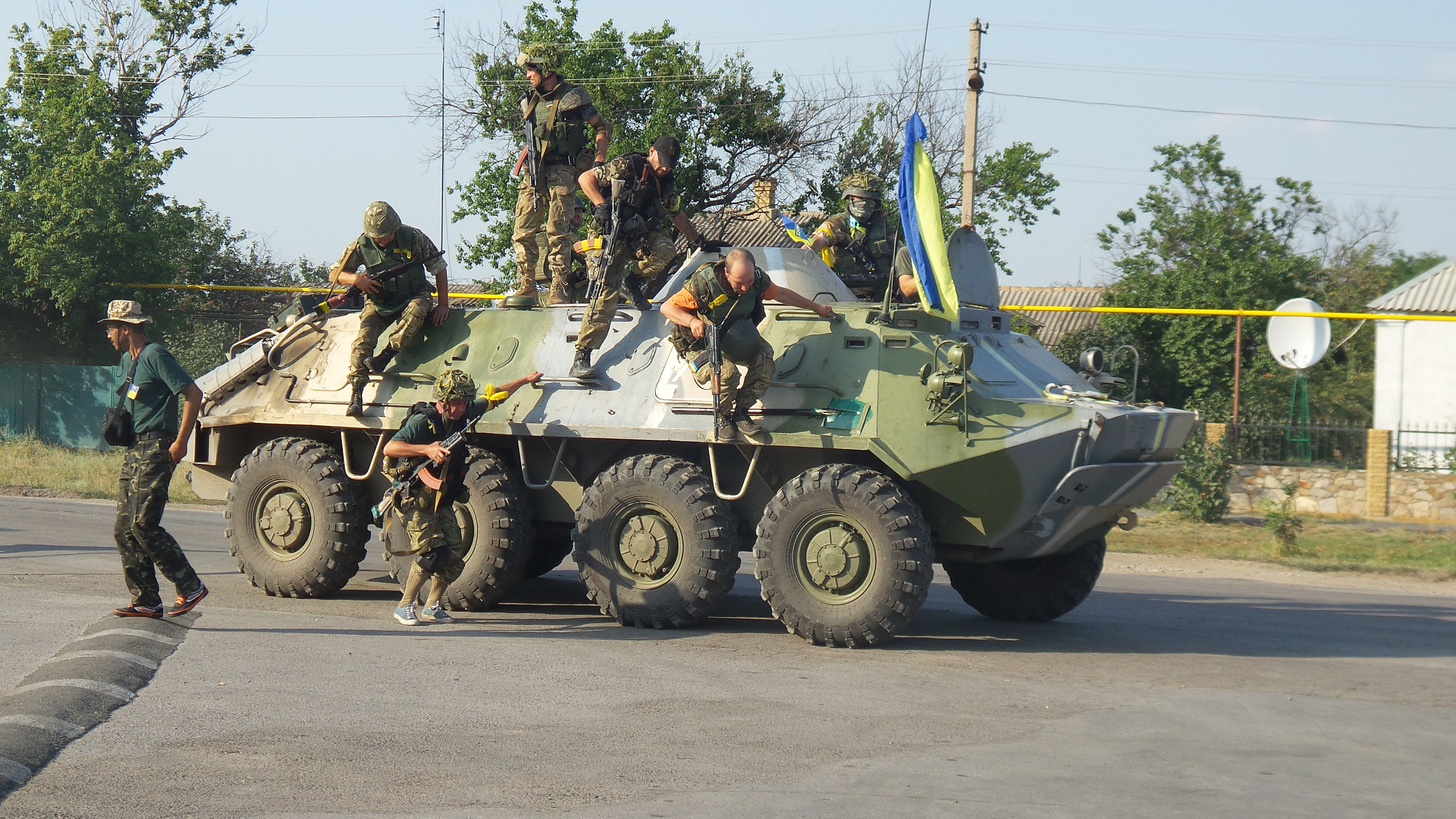
烏克蘭國民警衛隊成員

烏克蘭國民警衛隊是一支軍事後備部隊，於2014年3月13日在克里米亞危機局勢升級之際成立，隸屬於內務部。它是為了取代被烏克蘭政府撤銷的烏克蘭內部部隊而建立的，並以該部隊為基礎。國民警衛隊內其中一支部隊「頓巴斯營」為戰爭最初期參戰的部隊。

### 親政府準軍事組織
至少有50支親烏克蘭志願部隊已經成立，並與頓巴斯民兵和其他叛亂團體作戰。這些部隊包括頓巴斯營、亞速營、哈爾科夫營和奧萊·利亞甚科的民兵。其中一些單位與烏克蘭國民警衛隊簽訂了合同。

## 外部連結
- 走近烏克蘭親俄武裝分子 （页面存档备份，存于） 紐約時報.
- 烏克蘭危機：頓巴斯在俄國和西方間的特殊地位 （页面存档备份，存于） BBC.
- "The Donetsk People's Republic" （页面存档备份，存于） VICE.